# Systemprogram
Systemprogram är de datorprogram som vid sidan av operativsystemkärnan ingår i själva operativsystemet, i motsats till tillämpningsprogram. Till systemprogrammen hör systemverktygen, men också en mängd program som inte används direkt, till exempel de centrala daemon-programmen.